# Železniční doprava v Lotyšsku

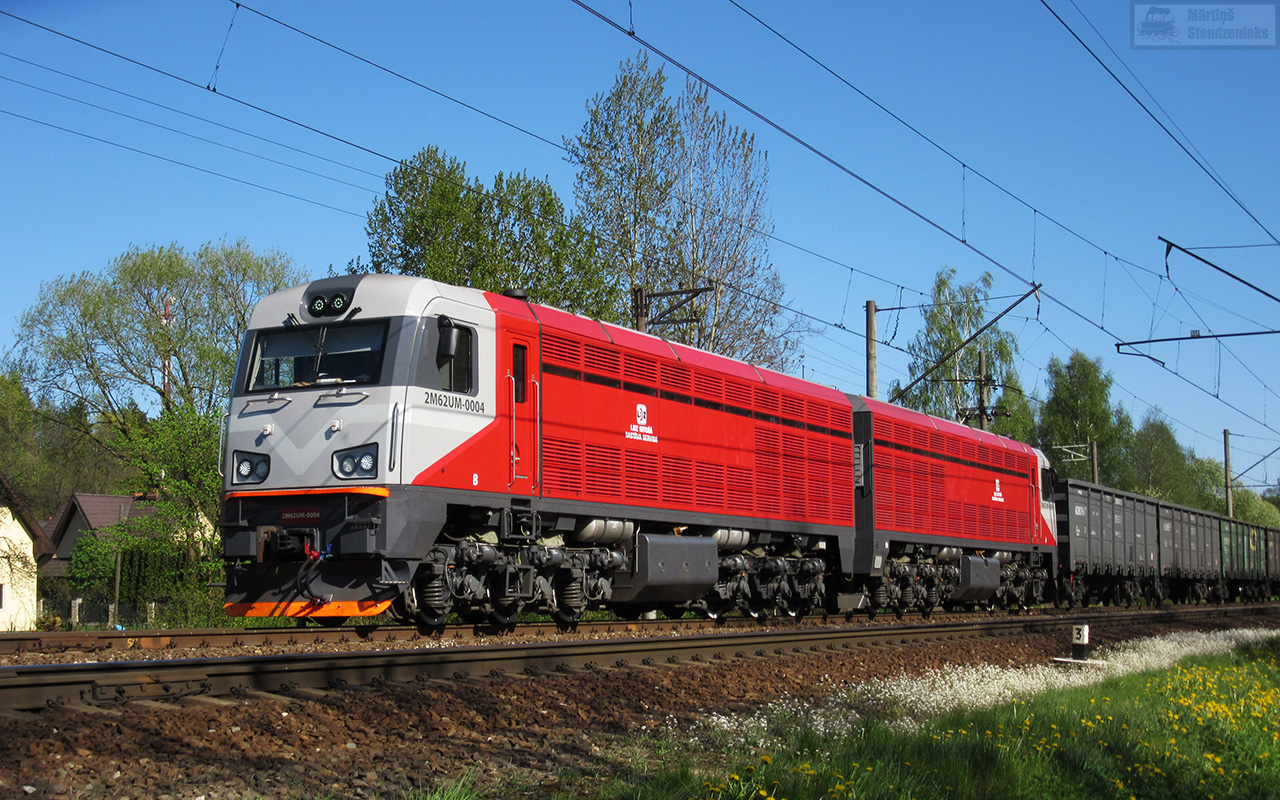
Nákladní vlak tažený lokomotivou 2M62UM dopravce LDZ CARGO

V Lotyšsku je provozována osobní i nákladní železniční doprava. Většinu aktivit na železniční síti v zemi zprostředkovaně podniká tamní ministerstvo dopravy, které je výhradním akcionářem koncernu Latvijas dzelzceļš (Lotyšská železnice). Do tohoto koncernu patří například dceřiné společnosti LDZ infrastruktūra (správce infrastruktury, obdoba české Správy železnic) a LDZ CARGO (největší nákladní železniční dopravce v zemi). Lotyšské ministerstvo dopravy je stoprocentním akcionářem také ve společnosti Pasažieru vilciens (Osobní vlak), která je v Lotyšsku nejvýznamnějším osobním železničním dopravcem.
Železniční síť v Lotyšsku tvořilo (ke konci roku 2020) 1859 km železnic v provozuschopném stavu. Většina sítě používá rozchod koleje 1520 mm, pouze trať Gulbene – Alūksne je úzkokolejkou s rozchodem 750 mm. 367 km tratí je dvou- nebo vícekolejných a 251 km je elektrifikovaných za použití napájecí soustavy 3 kV DC.

## Historie

### Ruské impérium
Počátky železniční dopravy v zemi jsou spojeny s tratí Petrohrad – Varšava, konkrétně s úsekem Pskov – Daugavpils otevřeným v roce 1860 (dnes na této trati tvoří státní hranici mezi Ruskem a Lotyšskem řeka Rītupe). O rok později byla zprovozněna trať Daugavpils – Riga. Do konce století následovala stavba dalších tratí, mezi ty nejvýznamnější patří pokračovaní petrohradsko-varšavské magistrály v úseku Daugavpils – Vilnius (1862) nebo trať Riga – Pskov (1889), která z pohraničního města Valka pokračuje přes území dnešního Estonska. Další významnou stavbou byla trať Ventspils – Moskva (1904), která Lotyšsku přinesla rychlé spojení s významným ekonomickým centrem tehdejšího Ruského impéria. Na počátku 20. století také vznikla řada lokálních úzkorozchodných tratí, sloužících zejména k dopravě zemědělských plodin nebo průmyslových surovin.

### Lotyšská republika (1918–1940)
Rozvoj železniční sítě pokračoval i po vzniku samostatného lotyšského státu, kdy byla také založena zmíněná společnost Latvijas dzelzceļš. Osamostatnění Lotyšska znamenalo změnu dopravních potřeb v zemi, a tak docházelo ke stavbě dalších nových tratí. Jednou z nich byla i trať Jelgava – Liepāja (1929); původní železniční spojení těchto dvou měst z roku 1873 vedlo přes město Mažeikiai, které se po rozpadu Ruského impéria stalo součástí Litvy. Některé přeshraniční tratě směřující právě do Litvy byly nově upraveny na standardní rozchod koleje, který byl v Litvě používán v meziválečném období. Tím byl mimo jiné umožněn provoz expresních vlaků poskytujících přímé spojení Lotyšska s městy v západní Evropě. Takovým vlakem byl například Nord-Express, spojující Rigu s Královcem a Berlínem.
Lotyšská železniční síť dosáhla své největší délky těsně před začátkem druhé světové války, kdy bylo provozováno přes 3000 km tratí.

### Druhá světová válka a sovětská okupace (1940–1991)
Období druhé světové války zanechalo na železniční síti v Lotyšsku značné škody, a to jednak materiální (když došlo ke zničení či poškození infrastruktury při bojích) a jednak personální; část železničárů se během první vlny sovětské okupace stala oběťmi masových deportací a po skončení navazující okupace německé (1941–1944) další z nich zvolili odchod do exilu. Během německé okupace Lotyšska byla železniční síť konvertována na standardní rozchod koleje, po jejím skončení byl nicméně navrácen původní široký rozchod.

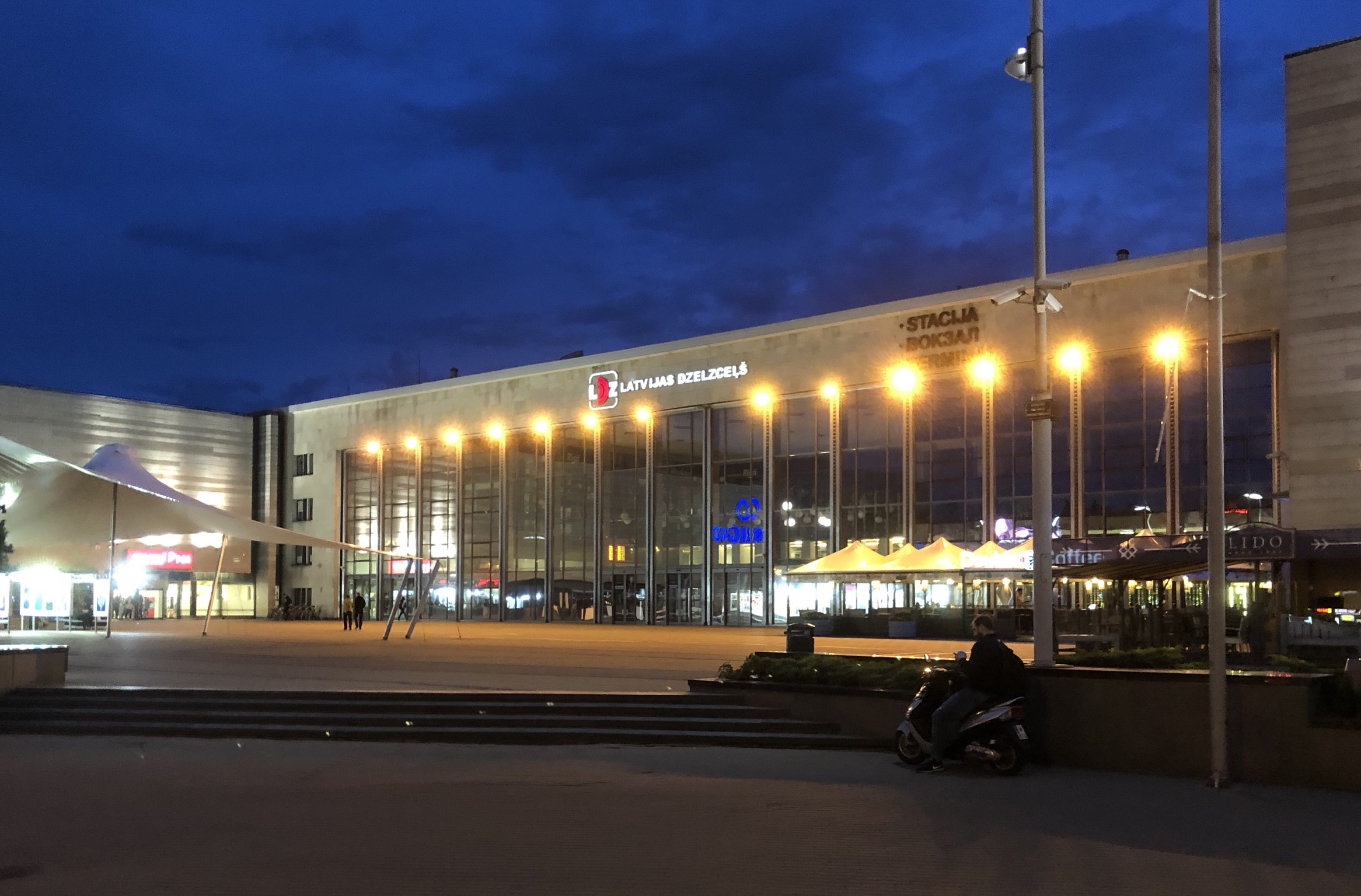
Hlavní nádraží v Rize

Lotyšsko se po válce stalo svazovou republikou Sovětského svazu. V rámci poválečné obnovy území došlo mimo jiné k elektrifikaci vybraných traťových úseků v okolí Rigy; prvním z nich se v červenci 1950 stal úsek Riga – Dubulti na trati Riga – Tukums a další následovaly. Použita byla stejnosměrná trakční soustava o napětí 3 kV. Došlo také k přestavbě některých stanic – nejvýznamnější z nich je hlavní nádraží v Rize, jehož dnešní podoba pochází z počátku 60. let. Druhá polovina 20. století dále znamenala zánik většiny úzkorozchodných tratí, které byly prakticky všechny zlikvidovány s výjimkou tratě Gulbene – Alūksne. Ta existuje dodnes a má převážně muzeální využití.

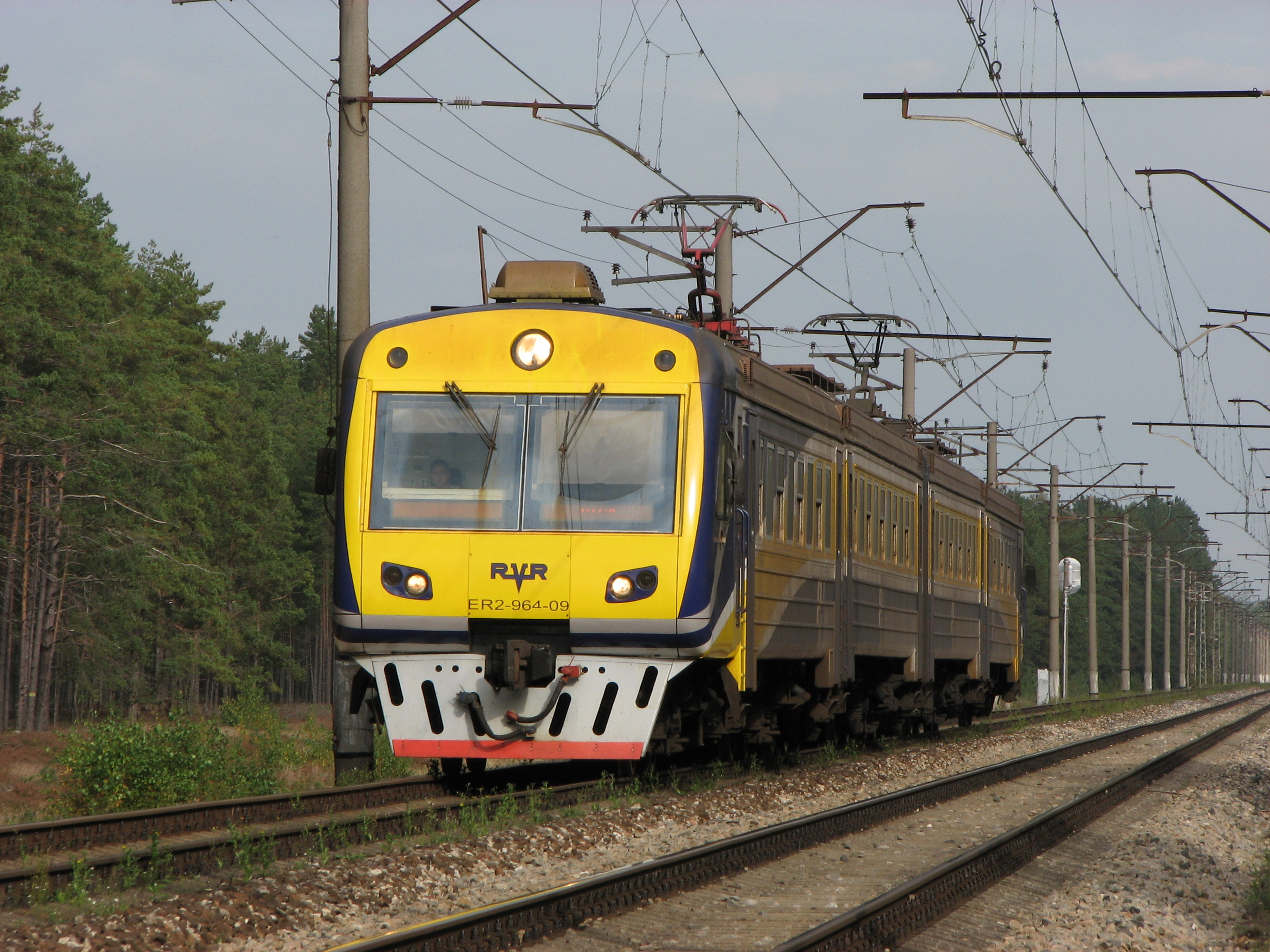
Jednotka RVR ER2 mezi stanicemi Gauja a Lilaste (2016)

Během sovětské éry dosáhl své největší slávy lotyšský strojírenský podnik Rīgas vagonbūves rūpnīca (RVR), který dodával motorové i elektrické jednotky do celého Sovětského svazu, do Jugoslávie i do Bulharska. Rozvoj železniční sítě byl v tomto období spojen především s rostoucím významem nákladní dopravy, která sloužila mimo jiné k vývozu sovětských výrobků přes lotyšské přístavy. Dále docházelo k rozvoji příměstské železniční dopravy v okolí Rigy, a tak zde byly nejvýznamnější tratě zdvojkolejněny.

### Současnost
V roce 1991 byla fakticky obnovena nezávislost Lotyšska a v témže roce došlo také k obnovení činnosti společnosti Latvijas dzelzceļš (LDZ), která se stala výhradním provozovatelem dráhy i dopravcem v zemi. K začátku roku 1992 měřila lotyšská železniční síť 2364 km a pracovalo na ní asi 23 tisíc zaměstnanců. LDZ byla několikrát restrukturalizována; např. v roce 2008 se z ní oddělila státní společnost Pasažieru vilciens zabývající se osobní dopravou. Dnes se jedná o koncernový podnik tvořený několika specializovanými dceřinými společnostmi. LDZ a tedy celá železniční síť zůstává ve výhradním vlastnictví státu; síť je nicméně přístupná i soukromým dopravcům.
Lotyšsko se stalo členem Mezinárodní železniční unie a získalo číselný kód 25. 
Na přelomu tisíciletí rostl význam nákladní železniční dopravy. Z hlediska objemu přepraveného nákladu byl nejsilnější rok 2012, kdy bylo přepraveno asi 60,6 milionu tun zboží. V posledních letech nicméně výkon v nákladní dopravě setrvale klesal, a to i před pandemií: v roce 2019 bylo přepraveno 41,9 milionu tun zboží. O rok později se číslo propadlo téměř o polovinu na 24,1 milionu tun. Výkony v osobní dopravě zaznamenaly zásadní pokles hned po revoluci: v roce 1990 bylo přepraveno 144,5 milionu osob, v roce 2000 pouze 18,2 milionu. Tento počet v posledních letech víceméně stagnoval, např. v roce 2019 bylo přepraveno 18,6 milionu cestujících.
Lotyšsko se účastní projektu Rail Baltica, který plánuje pobaltské státy propojit vysokorychlostní železnicí. V této souvislosti byla v listopadu 2020 zahájena modernizace železničního uzlu Riga.

## Železniční síť

Lotyšská železniční síť (stav k roku 2016)

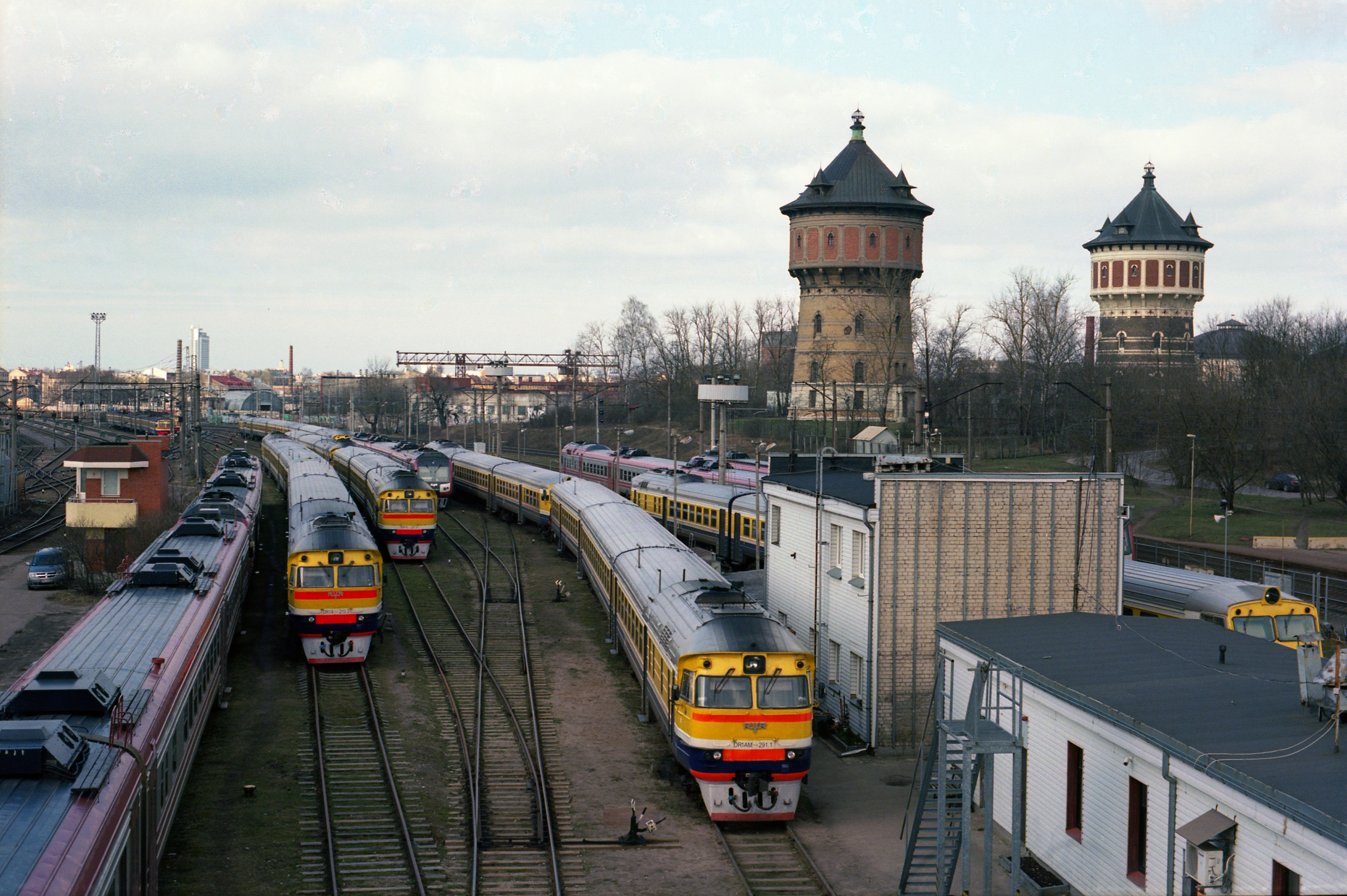
Depo a odstavné nádraží v Rize

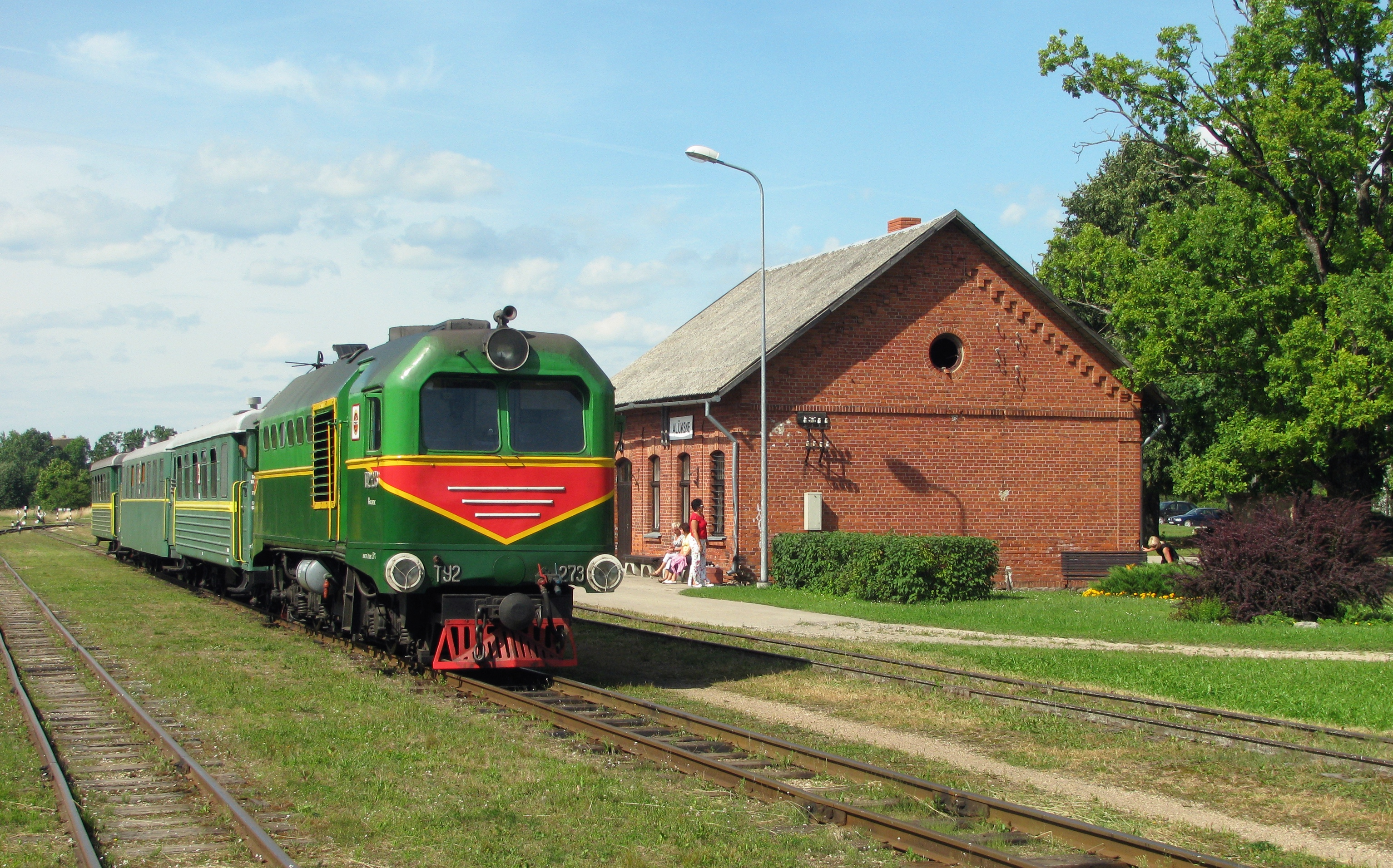
Lokomotiva TU2-273 s osobním vlakem na úzkorozchodné trati v Alūksne

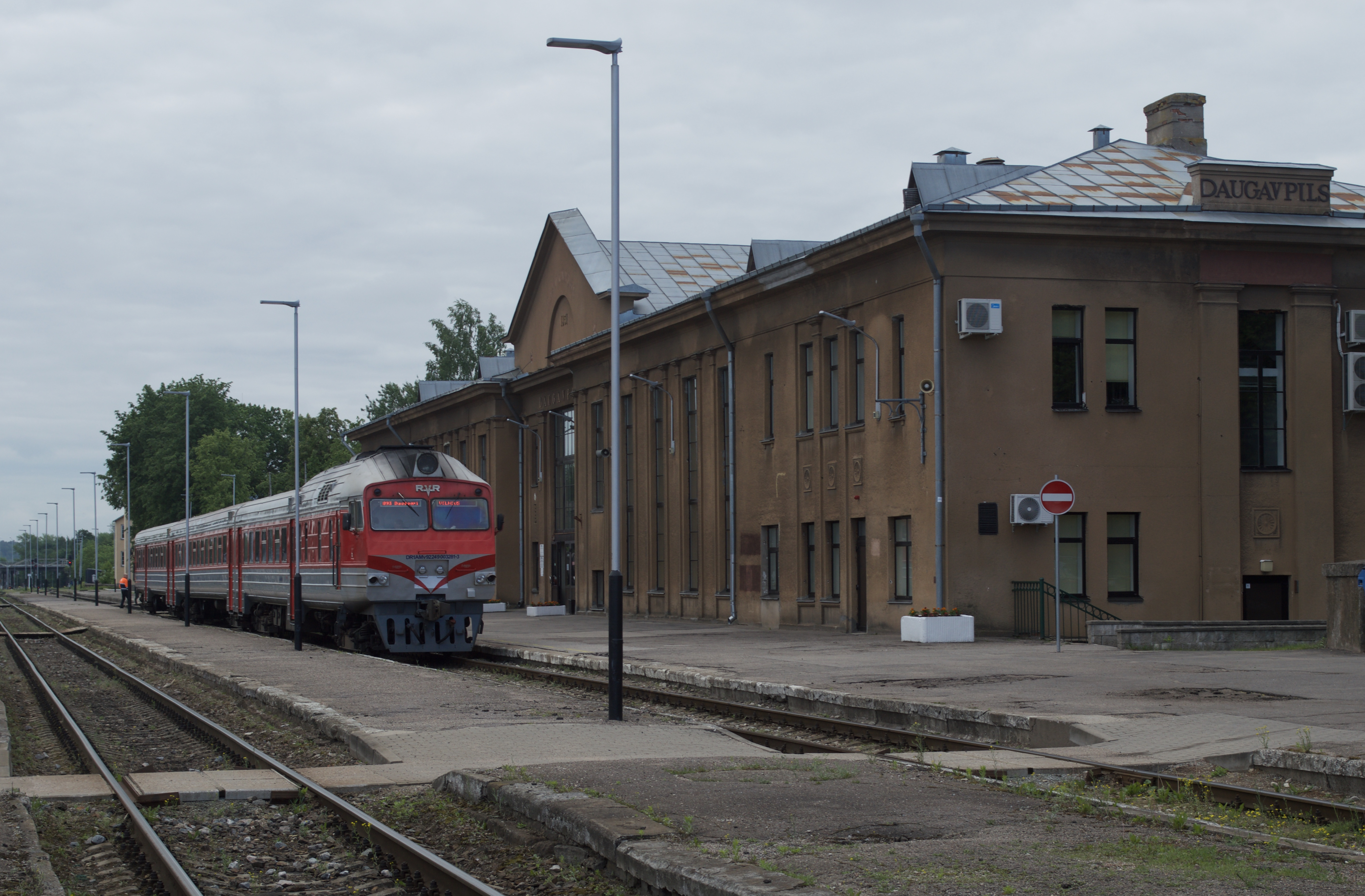
Motorová jednotka Lietuvos geležinkeliai do Vilniusu ve stanici Daugavpils

Veřejná železniční síť v Lotyšsku měří 1859 km, z toho 1826 km používá široký rozchod koleje 1520 mm a zbylých 33 km tvoří trať Gulbene – Alūksne o rozchodu 700 mm. Dvou- a vícekolejných tratí je 367 km. Většina příměstských tratí vedoucích z Rigy je elektrifikována soustavou 3 kV DC, konkrétně jde o úseky do stanic Tukums 2, Jelgava, Aizkraukle a Skulte. Jejich délka dohromady činí 251 km. Projekty na elektrifikaci dalších úseků byly pozastaveny na jaře 2020 z důvodu nedostatku financí.

Na lotyšské železnici se nachází 141 železničních stanic. Největším železničním uzlem je hlavní město Riga. Zde se také nachází největší osobní nádraží v zemi, Rīgas Pasažieru stacija.

### Osobní doprava
Vnitrostátní osobní doprava je soustředěna kolem hlavního města, kde začínají a končí všechny spoje. Ty jsou provozovány státní společností Pasažieru vilciens. Spoje jsou zajišťovány starými dieselovými nebo elektrickými jednotkami, které byly ve druhé polovině minulého století vyrobeny v lotyšské vagonce RVR (byť řada z nich prošla modernizací). Společnost Pasažieru vilciens v roce 2019 podepsala kontrakt se Škodou Transportation na dodávku celkem 32 nových elektrických jednotek typu RegioPanter pro příměstskou dopravu v okolí Rigy. První jednotka byla do pravidelného provozu nasazena v prosinci 2023, dodávka má být dokončena během roku 2024.
| Linka                                            | Linka | Denní rozsah provozu (září 2022) |
| ------------------------------------------------ | --- | --- |
|                                                  | Riga – Carnikava – Saulkrasti – Skulte | 18 párů vlaků Riga – Saulkrasti (celotýdenně), z toho 11 dále směr Skulte |
|                                                  | Riga – Sigulda – Valmiera – Valga | 9 párů vlaků Riga – Sigulda (celotýdenně), z toho 5 dále směr Valmiera, z toho 2 dále směr Valga                                                                                              |
|                                                  | Riga – Ogre – Lielvārde – Aizkraukle (zastávkové vlaky) | 32 párů vlaků Riga – Lielvārde (v prac. dny 28), z toho 9 dále směr Aizkraukle |
| Riga – Aizkraukle – Pļaviņas – Madona – Gulbene  | 1 vlak Riga – Madona (denně kromě pátku), 1 vlak Riga – Madona – Gulbene (v pátek a o víkendu), 2 vlaky Gulbene – Madona – Riga (v sobotu; v neděli 1 vlak) 1 vlak Madona – Riga (denně kromě soboty) | |
| Riga – Aizkraukle – Pļaviņas – Krustpils         | 2 páry vlaků (celotýdenně) | |
| Riga – Krustpils – Rēzekne – Zilupe              | 3 páry vlaků Riga – Rēzekne (celotýdenně), z toho 2 dále směr Zilupe | |
| Riga – Krustpils – Daugavpils – Krāslava – Indra | 4 páry vlaků Riga – Daugavpils (celotýdenně), z toho 1 pár dále směr Krāslava (celotýdenně), ve čtvrtek a pátek dále směr Indra, zpět v pátek a sobotu                                                | |
|                                                  | Riga – Jelgava – Liepāja | asi 25 párů vlaků Riga – Jelgava (v prac. dny 20), 1 pár vlaků Riga – Jelgava – Dobele (v prac. dny), 1 vlak Riga – Liepāja (v pátek a v neděli), 1 vlak Liepāja – Riga (v sobotu a v neděli) |
|                                                  | Riga – Jūrmala – Tukums | asi 35 párů vlaků Riga – Jūrmala (celotýdenně), z toho 14 dále směr Tukums (celotýdenně) |

Osobní vlaky na síti LDZ v roce 2020 vykonaly 413 milionů osobokilometrů a přepravily 12,87 milionu cestujících. Oproti roku 2019 čísla představují asi třetinový pokles; za poklesem stojí pandemie koronaviru a související omezení pohybu osob.
Mezinárodní vlaková doprava je aktuálně (léto 2021) pozastavena v souvislosti s pokračující pandemií, a to s výjimkou spojení do Estonska (Riga – Valga). Za normální situace bylo provozováno také mezinárodní spojení s Litvou (Daugavpils – Vilnius) nebo dálkové vlaky do Minsku, Kyjeva či Moskvy.

### Nákladní doprava

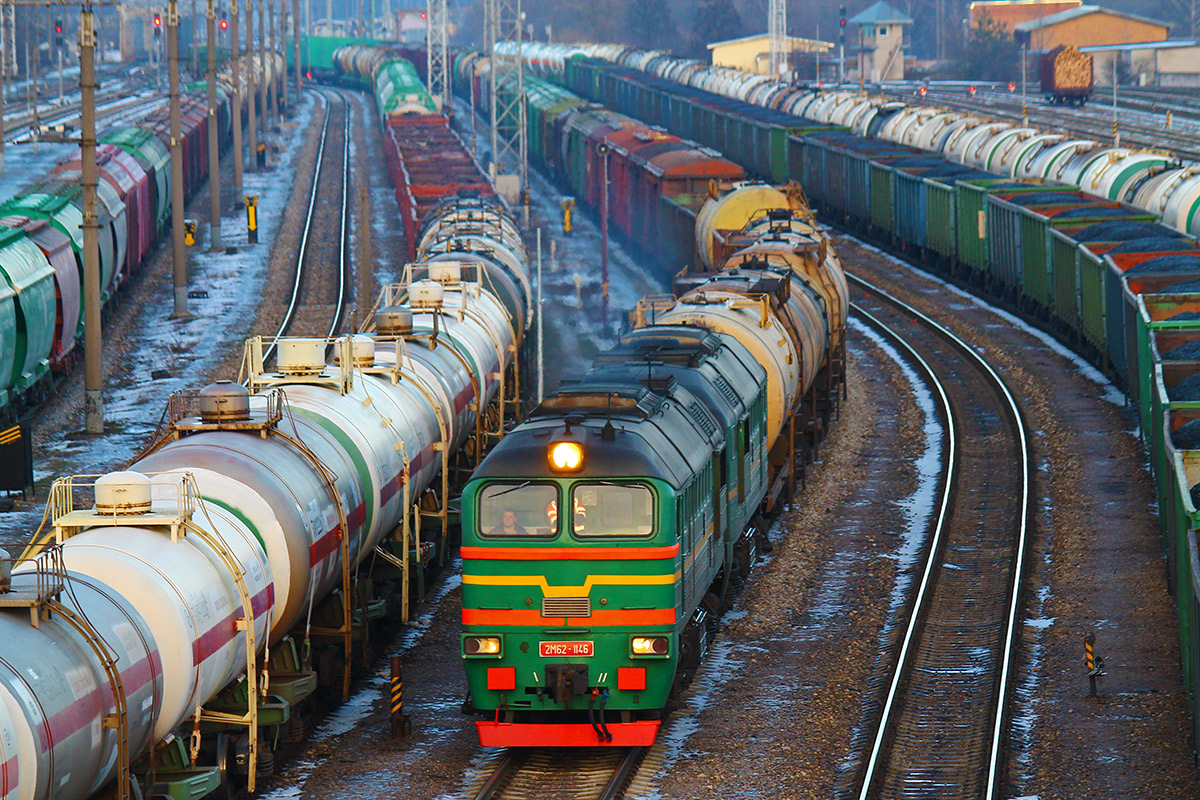
Nákladní vlak tažený lokomotivou 2M62 v Jelgavě

Největším nákladním železničním dopravcem v zemi je společnost LDZ CARGO, která je součástí státního koncernu Latvijas dzelzceļš. V roce 2020 firma LDZ CARGO převezla 6,02 mld. tunokilometrů nákladu, což je asi 78 % ze 7,76 mld. tkm celkem převezených po lotyšské železniční síti téhož roku. Celkem bylo po lotyšské železnici v roce 2020 přepraveno 24,1 milionu tun zboží. Největší podíl zaujímá přeprava ropy a ropných výrobků, následována přepravou uhlí. Asi dvě třetiny přepravovaného zboží pocházejí z mezinárodního dovozu, přičemž většinovým dovozcem je Rusko, následováno Běloruskem. V minulosti se objevily spekulace, že finanční závislosti lotyšských železnic na ruském zboží může Rusko zneužívat k realizaci svých politických zájmů.
Vzhledem ke svému tranzitnímu charakteru byla nákladní železniční doprava v zemi výrazně zasažena pandemií covidu-19. Oproti roku 2019 se celková hmotnost přepraveného nákladu v roce 2020 snížila o 41,9 % (ze 41,5 milionu tun na 24,1 milionu), přičemž mezinárodní nákladní doprava poklesla o polovinu.
Protože se elektrifikované tratě nacházejí pouze v okolí hlavního města, jsou nákladní vlaky provozovány výhradně v nezávislé trakci. Typická hnací vozidla jsou lokomotivy ČME3 nebo M62 a různé jejich modernizace, například u LDZ CARGO tvoří 61 resp. 53 kusů z celkového počtu 155 lokomotiv.

## Mezinárodní napojení

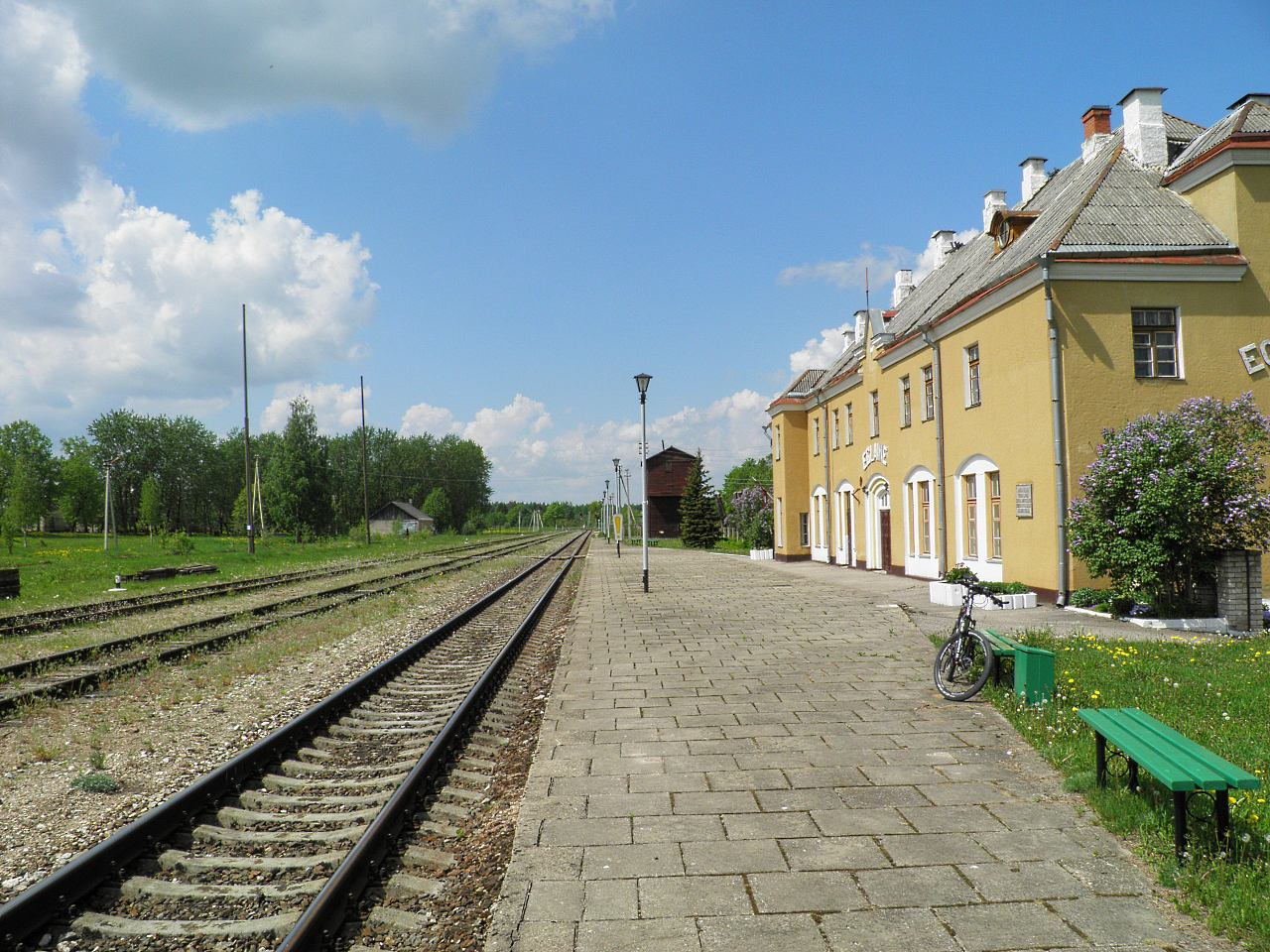
Stanice Eglaine na státní hranici s Litvou

Na lotyšské železniční síti se nacházejí následující hraniční přechody:
- Bělorusko
  - Indra – Bigosovo (na trati Daugavpils – Polock)
- Estonsko
  - Lugaži – Valga (na trati Riga – Valga)
- Litva
  - Reņģe – Laižuva (na trati Jelgava – Mažeikiai)
  - Eleja – Šarkiai (na trati Jelgava – Šiauliai)
  - Eglaine – Šapeliai (na trati Daugavpils – Panevėžys)
  - Daugavpils – Turmantas (na trati Daugavpils – Vilnius)
- Rusko
  - Kārsava – Skangali (na trati Daugavpils – Pskov)
  - Zilupe – Sebež (na trati Riga – Moskva)

Všechny sousedící státy používají stejný rozchod koleje.
Provoz na hraničním přechodu Reņģe – Laižuva byl přerušen v říjnu 2008, kdy litevská železniční společnost Lietuvos geležinkeliai nechala vytrhat koleje v úseku Reņģe – Mažeikiai. V Mažeikiai se nachází petrochemický závod společnosti Orlen a firma chtěla začít své ropné produkty vyvážet po železnici přes Reņģe do lotyšského přístavu Ventspils. To pro litevské dráhy oproti dosavadnímu stavu znamenalo pokles příjmů a proto se rozhodly zmíněné přeshraniční spojení zrušit. Vlaky Orlenu tak jezdily delší cestou přes Šiauliai. Evropská komise v roce 2017 udělila Lietuvos geležinkeliai pokutu ve výši 27,8 milionů eur za narušování hospodářské soutěže. V únoru 2020 byla trať opět zprovozněna.
Několik hraničních přechodů bylo zrušeno na přelomu tisíciletí společně s rušením málo frekventovaných železničních tratí. Například trať Riga – Skulte původně pokračovala přes Limbaži a Rūjienu až do estonského města Mõisaküla a dále směrem na Pärnu a Tallinn.

## Dopravci
Ve vnitrostátní osobní dopravě v Lotyšsku působí jediný dopravce, a to společnost Pasažieru vilciens. Mezistátní osobní vlaky byly zajišťovány společností L-Ekspresis ve spolupráci s LDZ CARGO, ale jejich provoz je (v létě 2021) přerušen kvůli pandemii.
V nákladní dopravě je největším dopravcem LDZ CARGO. Dalšími nákladními železničními dopravci jsou společnosti Baltijas Ekspresis a Baltijas tranzīta serviss.

## Poznámka
1. ↑  Ve městě Jūrmala se nachází více stanic; některé vlaky končí ve stanici Dubulti, část pokračuje až do stanice Sloka nebo do stanice Ķemeri.